# Amsonia repens
Amsonia repens är en oleanderväxtart som beskrevs av Lloyd Herbert Shinners. Amsonia repens ingår i släktet Amsonia och familjen oleanderväxter. Inga underarter finns listade i Catalogue of Life.